# Pouilly-sur-Vingeanne
Pouilly-sur-Vingeanne település Franciaországban, Côte-d’Or megyében. Lakosainak száma 136 fő (2022. január 1.). Pouilly-sur-Vingeanne Montigny-Mornay-Villeneuve-sur-Vingeanne, Saint-Seine-sur-Vingeanne, Fontaine-Française, Auvet-et-la-Chapelotte, Fahy-lès-Autrey és Vars községekkel határos.

## Népesség
A település népességének változása:
| Lakosok száma | 119  | 94   | 81   | 112  | 116  | 116  | 121  | 132  | 135  | 136  |
|               | 1968 | 1982 | 1990 | 2006 | 2013 | 2015 | 2017 | 2019 | 2020 | 2022 |